# Tabúk
Tabúk (arab: تبوك) város Szaúd-Arábia északnyugati részén, a jordániai határtól kb. 110 km-re található, az azonos nevű tartomány székhelye. Lakossága 667 ezer fő volt 2021-ben.
Az ország legnagyobb légibázisának otthona.

## Története
Az Arab-félsziget e környéke az időszámításunk előtti évezredekben is lakott volt már. A Tabúktól az Akabai-öböl keleti partjáig elterülő sziklasivatagot Midiánnak hívták Ábrahám egyik fia után. Mózes negyven évig bujkált Midiánban egy egyiptomi fiú meggyilkolása után. A Koránban olvashatjuk, hogy próféták figyelmeztették a midiáni népeket a bűnbánatra. Itt esett szó Tabúk váráról, Aṣḥāb al-Aykah-ról (jelentése: az erdők társasága).
Ptolemaiosz az Arab-félsziget Észak-nyugati csücskében létező várost, 'Tabawa' néven említett, feltételezhetően erre a városra utalt.
Mohamed próféta egyik utolsó és legnagyobb katonai akcióját Tabúk ellen vezette Kr. u. 630-ban, azonban a hadjárat valódi csata és vérontás nélkül végződött. Mohamed a bizánci seregek ellenállására számított, azonban a városnál nyoma sem volt az ellenséges alakulatoknak, így hát húsznapi ott tartózkodás után visszameneteltek Medinába.
Tabúk a középkori szír zarándokút mentén feküdt (Damaszkusz-Medina), ekkor élhette a város fénykorát. Átépítették a várat is, amely ezután a zarándokok védelmét szolgálta, illetve ivóvíz-ellátással szolgált.
1918-ban, 3 héttel Damaszkusz brit elfoglalása után, az arab erők megszállták Tabúkot. 

## Éghajlata
Éghajlatát a forró nyarak és az enyhe telek jellemzik. Telente fagy is előfordul. Átlagos hőmérséklete augusztusban 24-39 °C, januárban 4-18 °C. Nyáron időnként 46 °C-ig felcsúszik a levegő hőmérséklete.
Átlagos évi csapadék 30–40 mm, míg hó 3-4 évente esik.

## Fordítás
- Ez a szócikk részben vagy egészben  a   Tabuk, Saudi Arabia című angol Wikipédia-szócikk ezen változatának fordításán alapul.  Az eredeti cikk szerkesztőit annak laptörténete sorolja fel. Ez a jelzés csupán a megfogalmazás eredetét és a szerzői jogokat jelzi, nem szolgál a cikkben szereplő információk forrásmegjelöléseként.